# Byron Bell
Byron Bell (Greenville, 17 gennaio 1989) è un giocatore di football americano statunitense che milita nel ruolo di offensive tackle per i Dallas Cowboys della National Football League (NFL). Fu ingaggiato dai Carolina Panthers dopo non essere stato scelto da nessuna squadra nel corso del draft NFL 2011. All'università giocò a football all'università del Nuovo Messico.

## Carriera professionistica

### Carolina Panthers
Nel 2011 Bell firmò un contratto con i Carolina Panthers dopo non essere stato scelto da nessuna squadra nel corso del draft.

### Tennessee Titans
Nel 2015 Bell firmò un contratto con i Tennessee Titans; durante la stagione 2015 prese parte a tutte le 16 partite della stagione regolare come giocatore titolare.
Il 24 maggio 2016, durante un allenamento con la squadra, Bell si slogò una caviglia: a causa di questo infortunio il giocatore saltò tutta la stagione 2016.

### Dallas Cowboys
Il 24 marzo 2017 Bell firmò un contratto annuale con i Dallas Cowboys.